# Jarvis (album)
Jarvis è il primo album in studio da solista del cantante britannico Jarvis Cocker, noto come componente dei Pulp. Il disco è stato pubblicato nel 2006.

## Il disco
Alla realizzazione del disco hanno collaborato, tra gli altri, il chitarrista Richard Hawley, il bassista Steve Mackey ed il batterista Ross Orton.
Due canzoni dell'album (Don't Let Him Waste Your Time e Baby's Coming Back to Me) sono state scritte da Cocker per Nancy Sinatra e già edite nell'album Nancy Sinatra dell'artista uscito nel 2004.
Dal disco sono stati estratti i singoli Don't Let Him Waste Your Time e Fat Children, rispettivamente nel gennaio e nel giugno 2007.
Il brano Black Magic contiene un sample tratto dalla canzone Crimson and Clover (1968) del gruppo Tommy James and the Shondells.

## Tracce
Tutte le tracce sono state scritte da Jarvis Cocker, eccetto dove indicato.

1. The Loss Adjuster (Excerpt 1) – 0:29
2. Don't Let Him Waste Your Time – 4:09
3. Black Magic – 4:21 (Cocker, Steve Mackey)
4. Heavy Weather – 3:49
5. I Will Kill Again – 3:45
6. Baby's Coming Back to Me – 4:09
7. Fat Children – 3:23
8. From Auschwitz to Ipswich – 3:49
9. Disney Time – 3:04
10. Tonite – 3:56
11. Big Julie – 4:41
12. The Loss Adjuster (Excerpt 2) – 0:29
13. Quantum Theory + Running The World (hidden track) – 9:30